# Liste der Monuments historiques in Montesquieu-Lauragais
Die Liste der Monuments historiques in Montesquieu-Lauragais führt die Monuments historiques in der französischen Gemeinde Montesquieu-Lauragais auf.

## Liste der Bauwerke
| Bezeichnung         | Beschreibung                      | Standort        | Kennzeichnung | Schutzstatus | Datum | Bild |
| ------------------- | --------------------------------- | --------------- | ------------- | ------------ | ----- | ---- |
| Schleuse            | Erbaut im 18. Jahrhundert         | La Dînée (Lage) | PA31000028    | Inscrit      | 1998  |      |
| Pont d’En Serny     | Brücke, erbaut im 17. Jahrhundert | (Lage)          | PA31000029    | Inscrit      | 1998  |      |
| Pont-canal de Négra | Erbaut 1688                       | La Dînée (Lage) | PA31000027    | Inscrit      | 1998  |      |